# Zsíros-hegy
Zsíros-hegy är en kulle i Ungern.   Den ligger i provinsen Pest, i den nordvästra delen av landet, 17 km nordväst om huvudstaden Budapest. Toppen på Zsíros-hegy är 472 meter över havet. Zsíros-hegy ingår i Budai-hegység.
Terrängen runt Zsíros-hegy är kuperad österut, men västerut är den platt. Runt Zsíros-hegy är det ganska tätbefolkat, med 155 invånare per kvadratkilometer. Närmaste större samhälle är Budapest, 17,1 km sydost om Zsíros-hegy. I omgivningarna runt Zsíros-hegy växer i huvudsak lövfällande lövskog.